# Witold Maliszewski (kompozytor)
Witold Maliszewski, ros. Ви́тольд Малише́вский (ur. 20 sierpnia 1873 w Mohylowie na Podolu, zm. 18 lipca 1939 w Zalesiu pod Warszawą) – polski kompozytor, dyrygent i pedagog.

## Życiorys
Urodził się w rodzinie Józefa, urzędnika, i Leoni z Kryńskich. Ukończył gimnazjum i szkołę muzyczną przy Cesarskim Towarzystwie Muzycznym w Tyflisie. Po maturze w 1891 wyjechał do Petersburga, gdzie studiował matematykę na uniwersytecie (1891–1892) i medycynę w Wojskowej Akademii Medycznej (1892–1897). Podjął też studia muzyczne w Konserwatorium Petersburskim w latach 1898–1902 u Auguste'a Bernharda (teoria) i Nikołaja Rimskiego-Korsakowa (kompozycja).
Był założycielem, wykładowcą (1908–1921) i dyrektorem (1913–1921) Konserwatorium w Odessie, które wykształciło wielu muzyków światowej klasy. Terror bolszewicki zmusił kompozytora do opuszczenia Odessy w 1921 r. i przyjazdu do Warszawy. Zasługi Maliszewskiego były w Związku Radzieckim przemilczane, a Konserwatorium Odeskie, którego był założycielem, otrzymało imię nie swego twórcy, a śpiewaczki operowej Antoniny Nieżdanowej, która nie była w żaden sposób związana z tą instytucją.
W Warszawie Maliszewski był dyrektorem Państwowego Konserwatorium Muzycznego, przemianowanego na Wyższą Szkołę Muzyczną im. Fryderyka Chopina (1922–1927) oraz prezesem Warszawskiego Towarzystwa Muzycznego (1925–1928). W roku 1927 Maliszewski pełnił funkcję przewodniczącego jury I Konkursu Chopinowskiego.
W latach 1927–1934 pełnił funkcję naczelnika wydziału muzyki w Ministerstwie Wyznań Religijnych i Oświecenia Publicznego.
10 listopada 1933 „za zasługi na polu twórczości i pedagogiki muzycznej” został odznaczony przez Prezydenta RP Ignacego Mościckiego Krzyżem Oficerskim Orderu Odrodzenia Polski
Kompozytor zdobył II nagrodę na Międzynarodowym Konkursie Kompozytorskim im. F. Schuberta w Genewie w 1928 r. za dokończenie Symfonii VIII Franza Schuberta.
U Maliszewskiego pobierali nauki: Witold Lutosławski, Feliks Łabuński, Bolesław Woytowicz, Feliks Rybicki, Mykoła Wiliński i inni.
W 1901 ożenił się z Natalią z Makarewiczów (1882–1974). Mieli trzy córki: Helenę, Marię Magdalenę i Walerię. Maria Magdalena Halfter (1907–1984), była śpiewaczką, pedagogiem.
Zmarł w lipcu 1939 w Zalesiu, spoczywa obok żony na cmentarzu parafialnym w Piasecznie.

## Dzieła (wybór)

### Utwory sceniczne
- Syrena (La Sirene), opera-balet w 4 aktach, op. 24  (1927); libretto Ludomira Michała Rogowskiego
- Boruta, balet (1930)

### Utwory orkiestrowe
- I Symfonia g-moll op. 8 (1902)
- Uwertura radosna D-dur op. 11 (ok. 1902)
- Polonez pamięci Chopina na orkiestrę (ok. 1902-03)
- II Symfonia A-dur op. 12 (1903)
- III Symfonia c-moll op. 14 (1907)
- IV Symfonia D-dur op. 21 poświęcona „Odrodzonej i Odnalezionej Ojczyźnie” (1925)
- Z niwy polskiej - suita na tematy polskie na orkiestrę (1925)
- Scherzo i Uwertura ku czci Schuberta (1928) - dokończenie VIII Symfonii h-moll D 759 „Niedokończonej” Franza Schuberta
- Bajka op. 30 na orkiestrę (ok. 1930)
- Legenda op. 31 - poemat symfoniczny (ok. 1930)
- Suita diabelska z opery-baletu Boruta (1930)
- Suita polska z opery-baletu Boruta (1930)

### Utwory na instrument solowy z orkiestrą
- Suita op. 20 na wiolonczelę i orkiestrę; wersja II na wiolonczelę i fortepian (1923)
- Fantazja kujawska g-moll op. 25 na fortepian i orkiestrę (ok. 1929)
- Koncert fortepianowy b-moll op. 27 (ok. 1930-31)

### Utwory na fortepian
- Miniatury op. 4
- Miniatury op. 5
- Miniatury op. 16

### Utwory kameralne
- Sonata G-dur op. 1 na skrzypce i fortepian (przed 1902)

- I Kwartet smyczkowy F-dur op. 2 (przed 1903)
- Kwintet smyczkowy d-moll op. 3 (przed 1904)
- II Kwartet smyczkowy C-dur op. 6 (przed 1905)
- III Kwartet smyczkowy Es-dur op. 15 (przed 1914)
- Serenada op. 21 na skrzypce i fortepian

### Utwory wokalno-instrumentalne
- Wielka kantata biblijna na głosy solowe, chór i orkiestrę (1902) - praca dyplomowa
- Missa Pontificalis op. 28 na sopran, alt, tenor, bas, chór i orkiestrę, dedykowana Piusowi XI (1930)
- Requiem op. 29 na sopran, alt, tenor, bas, chór mieszany i orkiestrę (1930)

### Pieśni
- Bitwa Racławicka do słów Teofila Lenartowicza na chór mieszany a cappella; wersja II z fortepianem
- Cztery pieśni do słów Leopolda Staffa i Bronisławy Ostrowskiej na głos i fortepian; wersja II na głos i orkiestrę
- Królestwo - ballada do słów L. Staffa na sopran, tenor i chór męski; wersja II na 2 głosy solowe i chór mieszany
- Noc czerwcowa - pieśń do słów L. Staffa na chór męski; wersja II na chór mieszany
- Sześć pieśni do słów L. Staffa na głos i fortepian; wersja II na głos i orkiestrę
- Czeremcha - pieśń do słów Wasyla Żukowskiego na głos i fortepian; wersja II na głos i orkiestrę (1904)
- W Lignoreria - pieśń do słów W. Żukowskiego na głos i fortepian; wersja II na głos i orkiestrę (1904)
- Chmura - pieśń do słów Aleksandra Puszkina na kwartet wokalny i fortepian (1904)
- Step - pieśń do słów W. Żukowskiego na głos i fortepian; wersja II na głos i orkiestrę (1908)
- Kołysanka - pieśń do słów L. Staffa na chór męski (lub chór mieszany) z kotłami i talerzami ad libitum (ok. 1935)
- Królewna Basia op. 33 - wariacje do słów J. Gillowa na sopran i orkiestrę (1936)